# Fiodor le Noir
Fiodor Rostislavitch, dit Fiodor le Noir ou parfois Fiodor le Beau (en russe : Фёдор Ростиславич Чёрный), né (vers 1240 ou en 1233 ?) à Smolensk et décédé en 1299 à Iaroslavl, est le troisième fils de Rostislav III de Kiev, prince de Kiev. C'est un saint orthodoxe canonisé en 1467 au sein de l'Église orthodoxe.

## Biographie
Vers 1260, il épouse Anastasia Vassilevna, fille cadette de Vassili Vsevolodovitch, prince de Iaroslavl. Durant la période des années 1266 à 1276, il a des contacts avec la Horde d'or et séjourne probablement au sein de celle-ci. Il participe ensuite à la vie politique de son époque d'occupation par les Tatars. Il aurait aussi épousé la fille (baptisée Anna), du Khan Mengü Temür, après le décès de sa première épouse Anastasia. D'après l'historien Eugène Ermoline (né en 1959), il aurait espéré christianiser la Horde d'or par des baptêmes au sein de celle-ci. Le prince meurt en 1299, après être devenu moine par repentance pour ses péchés et avoir revêtu la skhima. En 1467, Fiodor et ses deux fils, David et Constantin, sont canonisés par l'Église orthodoxe. Ce sont les premiers saints provenant de Iaroslavl. 

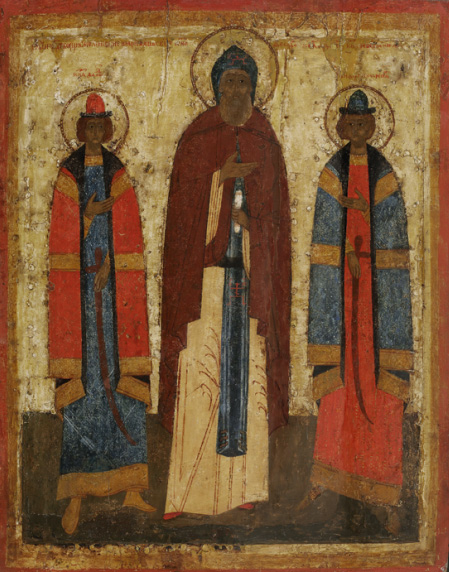
Saints de Iaroslavl: Fiodor et ses deux fils David et Constantin